# Starlite
Starlite (dawniej pod nazwą Astronaut: Moon, Mars and Beyond) – symulator lotów kosmicznych stworzony na zlecenie NASA przez firmę Project Whitecard Studios Inc. Jej akcja jest osadzona w roku 2035, kiedy ludzkość założyła kolonie w całym Układzie Słonecznym. Gra została wydana 15 stycznia 2014 roku.
Gra została stworzona w ramach programu NASA Learning Technologies i ma za zadanie promować podejmowanie studiów na kierunkach związanych z „naukami przyrodniczymi, ścisłymi, technicznymi i matematycznymi” (ang. Science, Technology, Engineering and Mathematics, w skrócie STEM).
Gracze mogą wybrać profesję, taką jak robotyk, geolog kosmiczny, astrobiolog lub mechanik. Wspólnie podróżują po Układzie Słonecznym, wykonują misje i zakładają bazy kosmiczne. Gra jest oparta na rzeczywistych osiągnięciach nauki i nie zawiera elementów science-fiction.
Na początku 2010 roku została wydana minigra Moon Base Alpha, która opiera się na faktycznych planach NASA dotyczących ponownego zorganizowania wyprawy na Księżyc w 2020 roku (ostatnie lądowanie człowieka na Księżycu w ramach programu Apollo miało miejsce w 1972 roku).